# Сонко, Эдрисса
Эдрисса "Эдди" Сонко (англ. Edrissa "Eddie" Sonko, 23 марта 1980 года, Иссау) — гамбийский футболист, нападающий.

## Карьера

### Клубная
Начинал свою карьеру на родине. В 18 лет попал в состав бельгийского «Андерлехта», вместе с которым гамбиец стал чемпионом страны. Затем долгое время голландец выступал за голландскую «Роду». Позднее форварду удалось поиграть в низших английских лигах. Завершал свою карьеру Сонко в ОАЭ.

### В сборной
За сборную Гамбии Эдрисса Сонко дебютировал в 16-летнем возрасте. Впервые в её составе он появился на поле 21 апреля 1996 года в товарищеском матче против Сенегала (1:2). В течение долгих лет форвард периодически вызывался в расположение национальной команды. Всего за неё он провёл 14 матчей, в которых забил три мяча.

## Достижения
- Чемпион Бельгии (1): 1999/2000.
- Обладатель Кубка Бельгийской Лиги (1): 1999/2000.
- Чемпион Гамбии (1): 1997/1998.